# Amata williami
Amata williami là một loài bướm đêm thuộc phân họ Arctiinae, họ Erebidae.